# Otra reunión de acusados
Otra reunión de los acusados (título original: Another Thin Man) es una película policíaca dirigida por W. S. Van Dyke y protagonizada por William Powell, Myrna Loy y Virginia Grey. Es la tercera de las seis películas de la saga El hombre delgado.

## Argumento
Nick y Nora Charles son un matrimonio muy excéntrico, que les apasiona ejercer de detectives aficionados. Un día, la familia Charles, después de pasar un fin de semana fuera, regresa a su casa en compañía de un industrial de Long Island que sospecha que alguien quiere matarle. Inmediatamente su temor de que lo maten se hace realidad y lo peor es que Nick está entre los sospechosos. Sin embargo Nora tiene sus propias ideas sobre el caso y se escabulle dentro de un club para buscar pistas.

## Reparto
| Actor          | Personaje      |
| -------------- | -------------- |
| William Powell | Nick           |
| Myrna Loy      | Nora           |
| Virginia Grey  | Lois           |
| Otto Kruger    | Van Slack      |
| Aubrey Smith   | Coronel MacFay |
| Ruth Hussey    | Dorothy Waters |
| Nat Pendleton  | Teniente Guild |
| Patric Knowles | Dudley Horn    |
| Tom Neal       | Freddie        |
| Phyllis Gordon | Sra. Bellam    |

## Producción
Cuando la secuela de El hombre delgado (1934), After the Thin Man (1936), tuvo incluso más éxito que la primera película, se decidió por ello hacer otra película más. Al principio estaba planeado empezar con el rodaje a principios de 1938, pero el protagonista William Powell, que ya en sí sufría por la muerte de su mujer que ocurrió menos de un año antes, se enfermó de cáncer, por lo que tuvo que someterse a dos operaciones en marzo de 1938 y en enero de 1939 respectivamente. Por ello se aplazó la filmación hasta la segunda mitad de 1939, cuando los doctores le dieron luz verde para poder volver a trabajar.
Una vez solucionado su problema y preparado todo al respecto, se empezó a filmar la película. Fue rodada en blanco y negro entre mediados de julio de 1939 y finales de agosto de 1939. Cabe destacar, que durante la filmación el estudio se encargó de que Powell no trabajase más de seis horas al día para así porteger su salud después de las operaciones que había sufriso. Una vez terminada se estrenó el 17 de noviembre de 1939.

## Recepción
La película fue un claro éxito cuando se estrenó.
Hoy en día la película ha sido valorada en portales cinematográficos y por los críticos profesionales. En IMDb, por ejemplo, con aproximadamente 8500 votos registrados, el largometraje obtiene una media ponderada de 7,3 sobre 10. En cuanto a Rotten Tomatoes, los más de 2500 votos registrados le dieron allí una valoración media de 4 de 5, mientras que el 86 % de los 22 críticos profesionales registrados allí le dieron una valoración positiva. Adicionalmente cabe destacar, que en La Vanguardia el 71 % de los usuarios registrados en ese periódico le dan una valoración positiva al filme.